# Aoi Bungaku
«Aoi Bungaku» (яп. 青い文学シリーズ) — 12-серийная аниме-адаптация шести классических произведений японской литературы.
Премьера художественного фильма, основанного на произведении «Исповедь неполноценного человека» Осаму Дадзая, состоялась 12 декабря 2009 года.

## Адаптированные истории
- «Исповедь «неполноценного» человека» (яп. 人間失格 Нингэн Сиккаку): о пути человека с сильными чувствами отчуждения к обществу и понятии «человечность» (автор оригинала — Осаму Дадзай; серии 1-4).
- «Под сенью цветущих вишен» (яп. 桜の森の満開の下): лесной бандит находит прекрасную девушку в лесу и берёт её в жёны. Но она не та, за кого себя выдаёт (автор оригинала — Сакагути Анго; серии 5-6).
- «Сердце» (яп. こころ Кокоро): молодой человек арендует квартиру в Токио и живёт с вдовой и её дочерью. Он приглашает своего друга детства, монаха, жить с ним. Монах влюбляется в дочь вдовы и это приводит к конфликту. История рассказана от лица молодого человека и монаха (автор оригинала — Нацумэ Сосэки; серии 7-8).
- «Беги, Мелос!» (яп. 走れメロス Хасирэ Мэросу): драматург пишет пьесу, основанную на сказке «Беги, Мелос!» и повторно переживает чувства от предательства своего друга детства (автор оригинала — Осаму Дадзай; серии 9-10).
- «Паутинка» (яп. 蜘蛛の糸 Кумо но Ито): Кандата, жестокий и злой бандит, попадает в ад. Одна из немногих хороших вещей, которые он совершал в жизни - это сохранение жизни пауку, встреченному в городе. За это паук бросает Кандате нить, по которой он может подняться в рай. Его восторг заканчивается, когда Кандата понимает, что другие тоже начинают подниматься по нити за ним (автор оригинала — Рюноскэ Акутагава; серии 11).
- «Муки ада» (яп. 地獄変 Дзигокухэн): Ёсихиде, лучшему художнику в стране, поручают работу — увековечить образ короля в мавзолее. В деспотичном же правлении короля Ёсихида не видит ничего кроме страдания простых людей. Тогда он решает посвятить свою работу стране, какая она есть на самом деле (автор оригинала — Рюноскэ Акутагава; серия 12).

## Создатели аниме
Режиссёры
- Морио Асака (серии 1-4)
- Тэцуро Араки (серии 5-6)
- Сигэюки Мия (серии 7-8)
- Рёсукэ Накамора (серии 9-10)
- Ацуко Исидзука (серии 11-12)

Сценаристы
- Сатоси Судзуки (серии 1-4)
- Кэн Иидзука (серии 5-6)
- Мика Абэ (серии 7-8)
- Сумино Кавасима (серии 9-10)
- Ацуко Исидзука, Юдзи Кобаяси (серии 11-12)

Композиторы
- Хидэки Таниути (серии 1-9)
- Сюсэй Мураи (серии 9-10)